# Hydriomena leucotaenia
Hydriomena leucotaenia är en fjärilsart som beskrevs av Karl Schawerda 1914. Hydriomena leucotaenia ingår i släktet Hydriomena och familjen mätare. Inga underarter finns listade i Catalogue of Life.